# 水曜日のニュース・ロバートソン
水曜日のニュース・ロバートソン（すいようのにゅーす・ろばーとそん）は、BSスカパー!にて2018年4月25日から2020年3月18日まで放送されていた、ニュースショー・トーク番組である。

## 概要
BSスカパー!では、2017年12月15日迄、ニュース専門チャンネルの番宣も兼ねて編成されていた、報道・トーク番組『ニュースザップ』が放送されていたが、番組終了の3ヶ月後同番組に出演していた、モーリーとプチ鹿島をMCにした、モーリーの冠ニュースショーをスタートさせる。
番組のキャッチフレーズは「"忖度ナシ"、地上波では絶対見られない生放送のニュースショー」を謳っており、日本国内情勢、世界情勢に関わらず、現状取り上げるべきテーマや他のメディアでは取り上げないトピックについて、FACT FREEで掘り下げていくと掲げている。
出演者は、前述の『ニュースザップ』に出演していたメンバーで構成されており、安住が番組公式キャラクターを描いている。
番組放送中、視聴者からTwitterのツイートを募って紹介する。ハッシュタグは「#水ロバ」。
2019年7月から放送時間を1時間早めると同時に生放送から収録形式での放送に変更となった。
2020年3月18日の放送をもって、同番組の放送を終了すると3月16日に公式Twitterにて明らかにした。

## コーナー
- 忖度ナシNEWS HEADLINE

直近1週間で様々なメディアで取上げられたニュースを紹介するコーナーで、大手テレビ局（公共放送、民放キー局）で扱った話題と、インターネット上の話題（Yahoo!ニューストピックス）を比較しながらトークするコーナー。
2019年4月からはCNNjやBBCなどの海外のニュースも扱うようにリニューアルされた。
- ゲストの忖度ナシ・トーク

ゲストが事前に抽出した、忖度をぜず話したいテーマについてトークするコーナー。
- モーリーのTwittin English

最近の気になる政治家やセレブ、各国要人のTwitterのツイートをモーリー流に解説するコーナー。このコーナーのみ、後日フジテレビのニュースサイト（FNN.jpプライムオンライン）でも配信される。
- プチ鹿島のゴシップ記事のススメ「タブロイドからこんにちは!」

時事芸人である鹿島が、オールドメディア（大手放送局（テレビ、ラジオ）、新聞（日刊紙、タブロイド紙）、雑誌）とニューメディア（Webニュース）を俯瞰的に目を通して、独自目線とリサーチに基づいて、ウソとホントの境界を見定めた“お宝記事”を紹介するコーナーで、主に鹿島が好きなタブロイド紙から紹介する。
- あずみの仮想通貨リアルライフ（2019年3月20日の放送回で終了）

前番組でも行っていた投資コーナーで、未知の部分が多い仮想通貨をイラストレーターである安住麻里が、半年分のギャラを仮想通貨で前払いして自由に運用して、その運用結果を発表するコーナー。
コーナー終了時点でビットコインの価値はスタート時に比べ半減し、安住の資産は大きく目減りしてしまう結果に。
- 番組反省会

エンディングトーク、今後のゲストの予告コーナー。
- 崔真淑プレゼンツ みんなのキャッシュレス（2019年4月〜）

キャッシュレスを取り巻く話題や経済ニュースなどを独自の目線で解説。

## 出演者

### MC
- モーリー・ロバートソン（国際ジャーナリスト、DJ）
- プチ鹿島（時事芸人）

### マンスリーアナウンサー
- 塩川菜摘　- 2018年4月、5月
- 山本萩子　- 2018年6月、9月 (上半期人気投票1位)
- 高橋茉莉　- 2018年7月
- 安藤咲良　- 2018年8月
- 今井美桜　- 2018年10月、2019年3月  (下半期人気投票1位)
- 森山みなみ　- 2018年11月
- 神田朝香　- 2018年12月
- 松本有紗　- 2019年1月
- 楫真梨子　- 2019年2月
- 中道詩織　- 2019年4月
- 白木愛奈　- 2019年5月
- 高木由梨奈　- 2019年6月
- 岡安麗奈　- 2019年7月、9月 (上半期人気投票1位)
- 岡町綾乃 - 2019年8月
- 村木菜生 - 2019年10月
- 小田安珠 - 2019年11月、12月
- 田﨑さくら - 2020年1月、2月

### その他出演者

#### Newsウォッチャー
- 露木麻土香（タレント、キャスター、ラジオパーソナリティ）

#### みんなのキャッシュレス
- 崔真淑（エコノミスト）（2019年4月10日 - ）

#### 仮想通貨トレーダー
- 安住麻里（タレント、イラストレーター）（2018年4月25日 - 2019年3月20日）

## ゲスト
| 2018年 |          |              |                                          |
| 回     | 放送日   | ゲスト       | 肩書                                     |
| 1      | 4月25日  | 安藤優子     | ニュースキャスター                       |
| 2      | 5月2日   | 神田愛花     | フリーアナウンサー                       |
| 3      | 5月9日   | 箕輪厚介     | 幻冬舎編集者                             |
| 4      | 5月16日  | 古谷経衡     | 文筆家                                   |
| 5      | 5月23日  | 関口舞       | IT起業家                                 |
| 6      | 5月30日  | 舛添要一     | 前東京都知事                             |
| 7      | 6月6日   | 竹下隆一郎   | ハフィントンポスト編集長                 |
| 8      | 6月13日  | 青野慶久     | サイボウズ社長                           |
| 9      | 6月20日  | 崔真淑       | エコノミスト                             |
| 10     | 6月27日  | 白木夏子     | 起業家                                   |
| 11     | 7月4日   | 鈴木涼美     | 社会学者                                 |
| 12     | 7月11日  | 葉村真樹     | LINE株式会社 執行役員                    |
| 13     | 7月18日  | 高橋みなみ   | タレント、元AKB48グループ初代総監督      |
| 14     | 7月25日  | 角幡唯介     | ノンフィクション作家、探検家             |
| 15     | 8月1日   | 池田有希子   | 俳優                                     |
| 16     | 8月8日   | 池田純       | 実業家・横浜DeNAベイスターズ初代球団社長 |
| 17     | 8月22日  | 椎木里佳     | 実業家                                   |
| 18     | 8月29日  | 石破茂       | 自民党議員                               |
| 19     | 9月5日   | 杉浦隆幸     | 情報セキュリティ専門家                   |
| 20     | 9月12日  | 安田洋祐     | 経済学者                                 |
| 21     | 9月19日  | 大貫美鈴     | 宇宙ビジネスコンサルタント               |
| 22     | 10月3日  | 高橋祥子     | 遺伝子解析専門家                         |
| 23     | 10月10日 | 三戸政和     | 日本創生投資CEO                          |
| 24     | 10月17日 | ハヤカワ五味 | ファッションデザイナー                   |
| 25     | 10月24日 | 池澤あやか   | エンジニア・タレント                     |
| 26     | 10月31日 | 大井真理子   | BBCワールドニュースレポーター            |
| 27     | 11月7日  | 鈴木一人     | 政治学者・北海道大学教授                 |
| 28     | 11月14日 | 生駒幸恵     | SNSコンサルタント                        |
| 29     | 11月21日 | 星崎尚彦     | メガネスーパー社長                       |
| 30     | 11月28日 | 紗倉まな     | 作家・セクシー女優                       |
| 31     | 12月5日  | 今村久美     | NPO法人カタリバ代表理事                  |
| 32     | 12月12日 | 土佐信道     | 明和電機社長                             |
| 33     | 12月19日 | 相澤冬樹     | 大阪日日新聞記者                         |

| 2019年 |          |                      |                                                           |
| 34     | 1月9日   | 黒井文太郎           | 軍事ジャーナリスト                                        |
| 35     | 1月16日  | やしろあずき         | 漫画家                                                    |
| 36     | 1月23日  | 倉持由香             | グラビアアイドル                                          |
| 37     | 1月31日  | 明石ガクト →疋田万理 | ONE MEDIA編集長 ※明石がインフルエンザのため疋田が代理出演 |
| 38     | 2月6日   | 亀石倫子             | 弁護士                                                    |
| 39     | 2月13日  | 上原大祐             | パラアイスホッケー 銀メダリスト                           |
| 40     | 2月20日  | 立川志の春           | 落語家                                                    |
| 41     | 2月27日  | 伊藤和真             | 株式会社PoliPoli CEO                                      |
| 42     | 3月6日   | マライ・メントライン | 翻訳家・プロデューサー                                    |
| 43     | 3月13日  | 伊藤さゆり           | ニッセイ基礎研究所主席研究員                              |
| 44     | 3月20日  | 安田純平             | フリージャーナリスト                                      |
| 45     | 4月10日  | ゲストなし           |                                                           |
| 46     | 4月17日  | 鈴木洋仁             | 元号評論家・社会学者                                      |
| 47     | 4月24日  | 陳暁夏代             | マーケター、DIGDOG代表                                    |
| 48     | 5月8日   | 望月優大             | ニッポン複雑紀行編集長                                    |
| 49     | 5月15日  | 田中和哉             | 東京大学院＆政策研究大学院大学研究員                      |
| 50     | 5月22日  | 田村淳               | ロンドンブーツ１号２号                                    |
| 51     | 5月29日  | 大井真理子           | BBCワールドニュースキャスター                             |
| 52     | 6月5日   | 西山誠慈             | ウォール・ストリート・ジャーナル日本版編集長              |
| 53     | 6月12日  | 新居日南恵           | manma代表取締役社長                                       |
| 54     | 6月19日  | 橋本ゆき             | 渋谷区議会議員（元 仮面女子）                             |
| 55     | 7月3日   | ゲストなし           |                                                           |
| 56     | 7月10日  | 水野雄介             | ライフイズテック株式会社 代表取締役CEO                    |
| 57     | 7月17日  | 千葉功太郎           | 実業家・個人投資家                                        |
| 58     | 7月24日  | 藤野英人             | レオス・キャピタルワークス代表取締役社長                  |
| 59     | 7月31日  | 川内有緒             | ノンフィクション作家                                      |
| 60     | 8月7日   | 緒方憲太郎           | Voicy代表取締役社長                                       |
| 61     | 8月21日  | 中川政七             | 中川政七商店 13代会長                                     |
| 62     | 8月28日  | 原ゆかり             | ガーナNGO法人「MY DREAM.org」共同代表                     |
| 63     | 9月4日   | 竹村俊助             | 編集者                                                    |
| 64     | 9月11日  | 佐久間裕美子         | NY在住ライター                                            |
| 65     | 9月18日  | 元美容部員和田さん。 | 美容クリエイター                                          |
| 66     | 10月9日  | ゲストなし           |                                                           |
| 67     | 10月16日 | 小川えり（エンリケ） | 日本No. 1キャバ嬢                                         |
| 68     | 10月23日 | 大井真理子           | BBCワールドニュース キャスター                            |
| 69     | 10月30日 | 前田裕二             | SHOWROOM代表取締役社長                                    |
| 70     | 11月13日 | 塩田元規             | アカツキ代表取締役CEO                                     |
| 71     | 11月27日 | 石川優実             | グラビア女優 ライター                                     |
| 72     | 12月11日 | 亀石倫子             | 弁護士                                                    |

| 2020年 |         |            |                            |
| 73     | 1月8日  | ゲストなし |                            |
| 74     | 1月22日 | 三浦崇宏   | クリエイティブディレクター |
| 75     | 2月5日  | 鈴木一人   | 政治学者・北海道大学教授   |
| 76     | 2月19日 | 亀石倫子   | 弁護士                     |
| 77     | 3月18日 | ゲストなし |                            |

## 放送時間
※JST表記
- 水曜 22:00 - 23:30 生放送（2018年4月25日 - 2019年6月19日）
- 水曜 21:00 - 22:30 収録（2019年7月3日 - ）[5]
  - なお、BSスカパー!の編成による都合上、他の時間に変則放送する場合がある[8]。

## スタッフ
- 編成：三上武典、植田恭輔
- 構成：一場麻美、浅井哲郎
- TP：高木浩司、辻本豊、高橋康弘
- SW：松井光太郎、畠山直人
- CAM：三上直人、長谷川忠、畠山直人、三村純一、熊谷美智子
- VE：塚本修
- VTR：岡本夏子
- MIX：吹野真澄、外崎光一
- AUD：盛田浩尉、南英一、鈴木胡桃
- 照明：高木一成、八木原伸治、佐々木達也
- CG：斎藤宜之、清野任晶、遠田佳伸
- 美術プロデューサー：木村文洋
- セットデザイン：今長和宏
- 美術進行：横山勇、藤生由紀
- タイトルデザイン：今野さと子
- 音効：佐々木良平、山崎夏穂
- TK：橘京子
- デスク：伊東裕美
- ヘアメイク：武部千里、長谷川裕子
- 協力：fmt、フジアール、デジデリック、TSP、DMM Bitcoin
- 広報：吉田都咲
- FD：山田菜瑠
- AD：小熊健広、砂川慧奈
- ディレクター：柳澤佳
- PD：牛久英雄、飯田智哉（週代り）
- キャスティングプロデューサー：水野敬、田中瑞季
- プロデューサー：笠井昌章、江原晃子、秋葉英行
- 制作協力：TWS
- 制作著作：スカパー!

### 過去のスタッフ
- 編成：渡部康弘
- デスク：渋谷清美
- FD：市川良太
- AD：菊地洋介
- ディレクター：青木恒介、河上佳香
- プロデューサー：宮崎敦史、栗城史人
- 制作協力：NEXTEP